# Faulbach
Faulbach település Németországban, azon belül Bajorországban. Lakosainak száma 2575 fő (2023. december 31.). Faulbach Altenbuch, Hasloch, Wertheim és Stadtprozelten községekkel határos.

## Népesség
A település népessége az elmúlt években az alábbi módon változott:
| Lakosok száma | 1877 | 2502 | 2638 | 2608 | 2617 | 2576 | 2570 | 2547 | 2558 | 2575 |
|               | 1975 | 1987 | 2012 | 2013 | 2014 | 2016 | 2017 | 2019 | 2022 | 2023 |